# 1611 en musique classique
| \| • Retour à la chronologie générale de la musique classique • \| |
| Grèce • Rome • Haut Moyen Âge • VIIIe siècle • IXe siècle • Xe siècle • XIe siècle XIIe siècle • XIIIe siècle • XIVe siècle • XVe siècle • XVIe siècle • XVIIe siècle XVIIIe siècle • XIXe siècle • XXe siècle • XXIe siècle |
| • Retour à la chronologie générale de la musique classique • |

| Années en musique classique : 1608 - 1609 - 1610 - 1611 - 1612 - 1613 - 1614    |
| Décennies en musique classique : 1580 - 1590 - 1600 - 1610 - 1620 - 1630 - 1640 |

## Événements

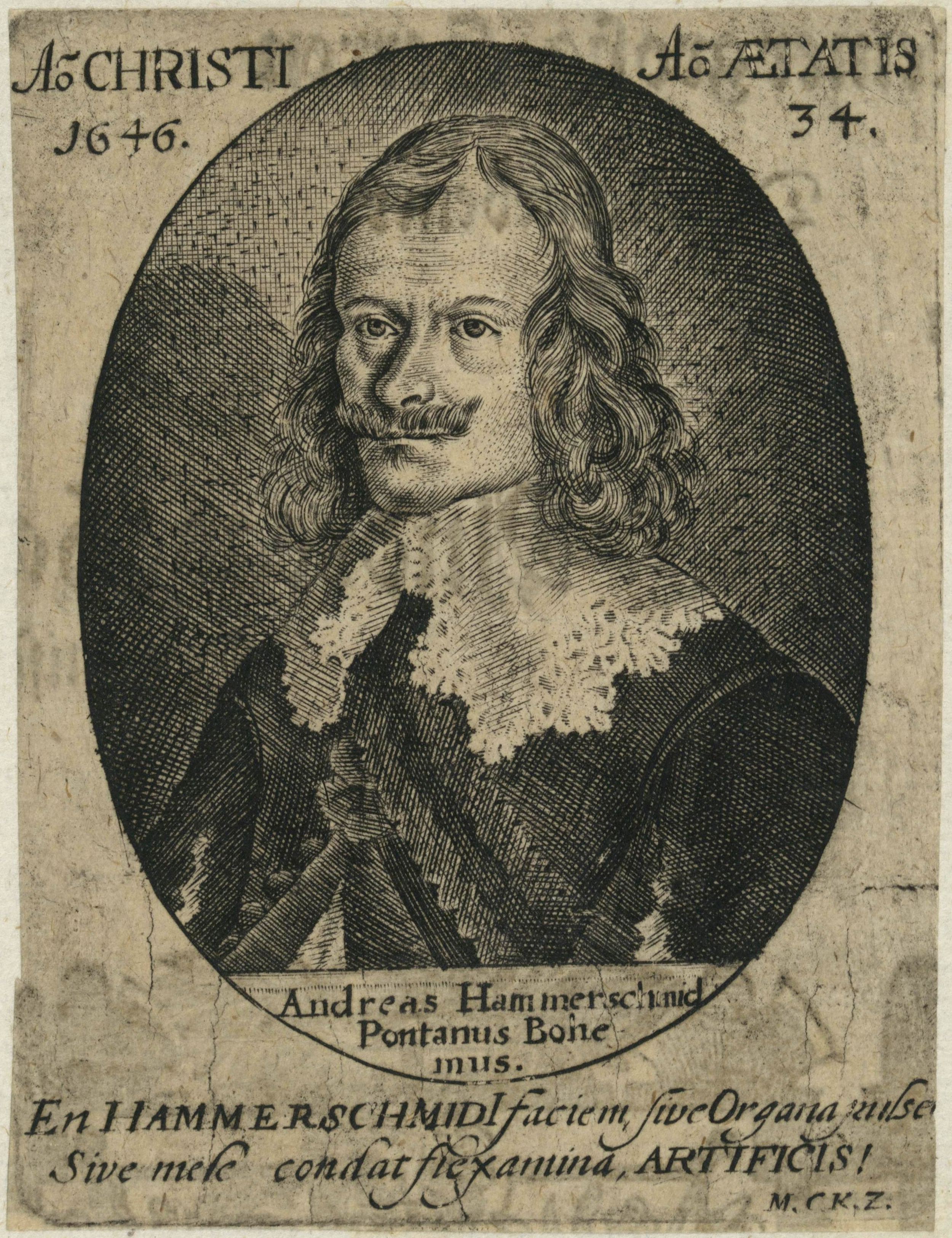
Andreas Hammerschmidt.

- Les Cinquième et Sixième livres de madrigaux de Carlo Gesualdo, ainsi que les Tenebrae Responsoria, publiés par l'éditeur Carlino sous la direction du compositeur dans son palais de Gesualdo.
- Communiones totius anni de Mikołaj Zieleński, ouvrage publié par Jacobus Vincentius à Venise.
- Dodeci Padovane, et altretante Gagliarde de Cornelis Schuyt, ouvrage publié par Van Raphelingen à Leyde.
- Hymeneo, overo Madrigali nuptiali et altri amorosi de Cornelis Schuyt, ouvrage publié par Van Raphelingen à Leyde.
- Offertoria totius anni de Mikołaj Zieleński, ouvrage publié par Jacobus Vincentius à Venise.
- Premier livre de madrigaux, recueil de dix-neuf madrigaux écrit par Heinrich Schütz.

## Naissances
- 3 octobre : Giovanni Salvatore, compositeur, organiste et pédagogue italien († vers 1688).

Date indéterminée :
- Leonora Baroni, cantatrice italienne († 1670).
- Pablo Bruna, compositeur et organiste espagnol († 26 juin 1679).
- (ou 1612) : Andreas Hammerschmidt, compositeur et organiste baroque allemand originaire de Bohême († 20 octobre 1675).
- Philippe van Steelant, compositeur et organiste flamand († 1670).

## Décès

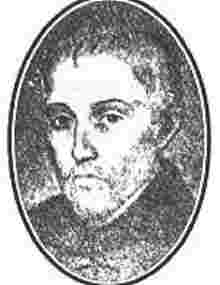
Tomás Luis de Victoria.

- 27 août : Tomás Luis de Victoria, compositeur et maître de chapelle espagnol (° vers 1548).

Date indéterminée :
- Johannes Eccard, compositeur allemand (° 1553).
- Gioseffo Guami, compositeur, organiste, violoniste et chanteur italien (° 27 janvier 1542).
- Simon Lohet, organiste et compositeur originaire des anciens Pays-Bas, actif à la cour du duché de Wurtemberg.
- Pierre-Francisque Caroubel, violoniste et compositeur né à Crémone, actif à Paris et à la cour à la cour de la principauté de Brunswick-Wolfenbüttel (° 1556).